# Stolpersteine
Les Stolpersteine (pluriel du mot allemand Stolperstein, en allemand : /ˈʃtɔlpɐˌʃtaɪ̯n/, ? Écouter [Fiche], et signifiant « pierres d'achoppement », c'est-à-dire les « pierres sur lesquelles on trébuche ») sont une création de l'artiste berlinois Gunter Demnig. Ce sont des pavés de béton ou de métal de dix centimètres de côté enfoncés dans le sol. La face supérieure, affleurante, est recouverte d'une plaque en laiton qui honore la mémoire d'une victime du nazisme. Chaque cube rappelle la mémoire d'une personne déportée dans un camp de concentration ou dans un centre d'extermination parce qu'elle était Juive, Rom, communiste, anarchiste, anarcho-syndicaliste, Sinté, Yéniche, membre de la Résistance, homosexuelle, témoin de Jéhovah, chrétienne en opposition au régime nazi ou handicapée.
Encastrées dans le trottoir devant le dernier domicile des victimes, plusieurs milliers de Stolpersteine ont ainsi été posées depuis 1990, principalement en Allemagne, mais aussi dans d'autres pays européens. Les Stolpersteine ont inspiré l'idée du projet civique international Dernière adresse. Certaines communes cependant s'opposent au dépôt de ces pavés.

## Origine du motStolperstein
Stolpern est la traduction de trébucher en français, stumble en anglais. La traduction de Stolperstein est littéralement « pierre d'achoppement » ou simplement « pavé de mémoire ». L'artiste a choisi ce mot car il souhaitait que « über Stolpersteine sollen Menschen mit dem Kopf und mit dem Herzen stolpern » (« les passants doivent trébucher avec leur conscience et leur cœur sur les pavés de mémoire »).

## «Ici habitait…»

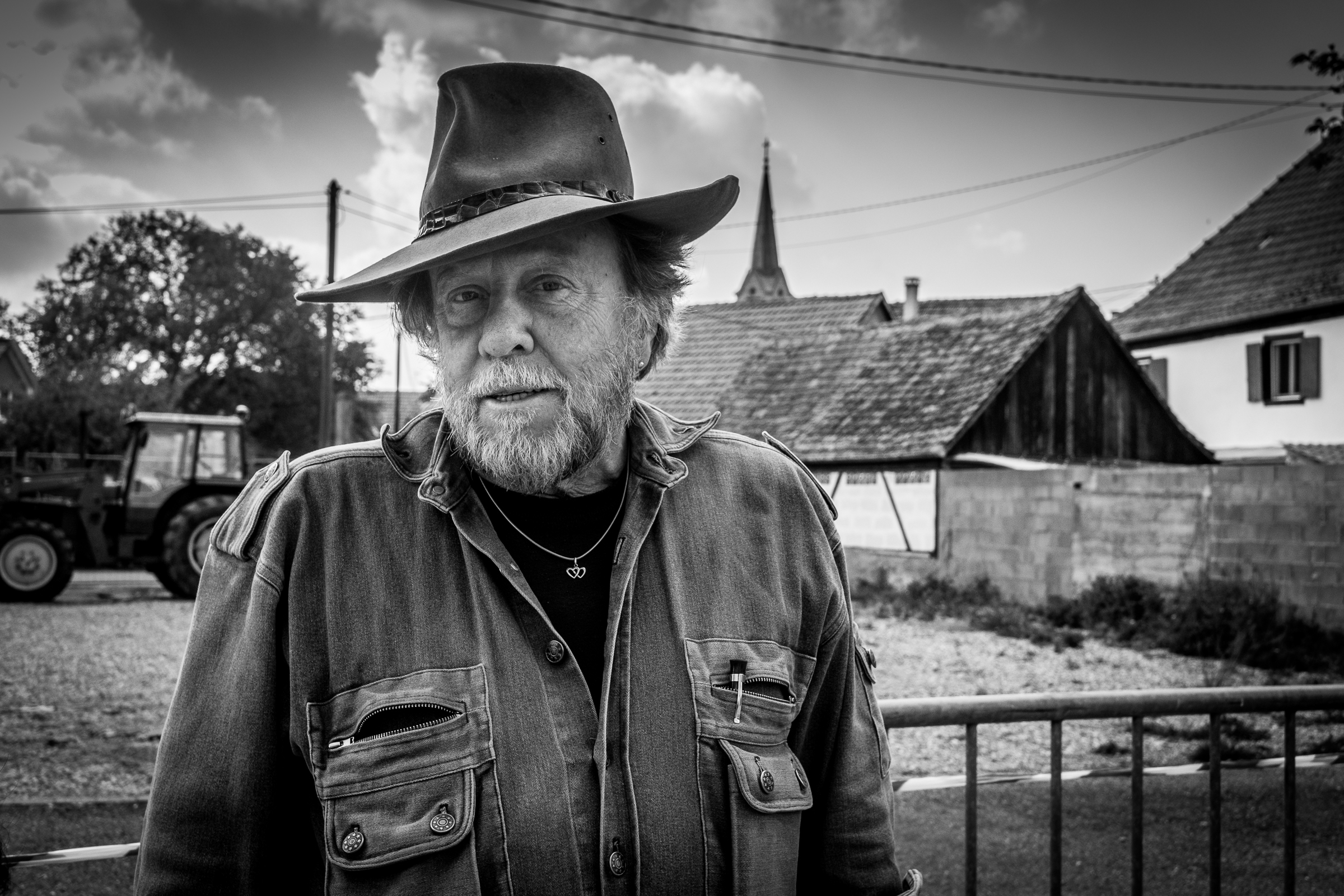
Gunter Demnig, le créateur des Stolpersteine en 2019.

Gunter Demnig a recherché les données des personnes qui ont été pourchassées et déportées pendant la période du nazisme. Il a fait ses recherches en fouillant dans des archives, sur la base de données sur le sort des victimes du Mémorial de Yad Vashem de Jérusalem, en coopération avec des musées et écoles ainsi qu'avec des survivants et familles. Si des données sont disponibles, Gunter Demnig crée alors des Stolpersteine. Il les encastre dans le sol des rues publiques devant les maisons ou immeubles où résidaient les personnes déportées ou arrêtées. Sur chaque plaque est marqué « Ici habitait » (Hier wohnte) avec ensuite le nom, la date de naissance et le destin individuel de chacun.
Ces pierres d'achoppement sont financées par des dons, des collectes et des parrainages obtenus de citoyens, de témoins du passé (Zeitzeugen), de classes d'écoles, de membres d'associations professionnelles et de communes. Il faut 95 euros pour installer une pierre.

### Les premièresStolpersteine

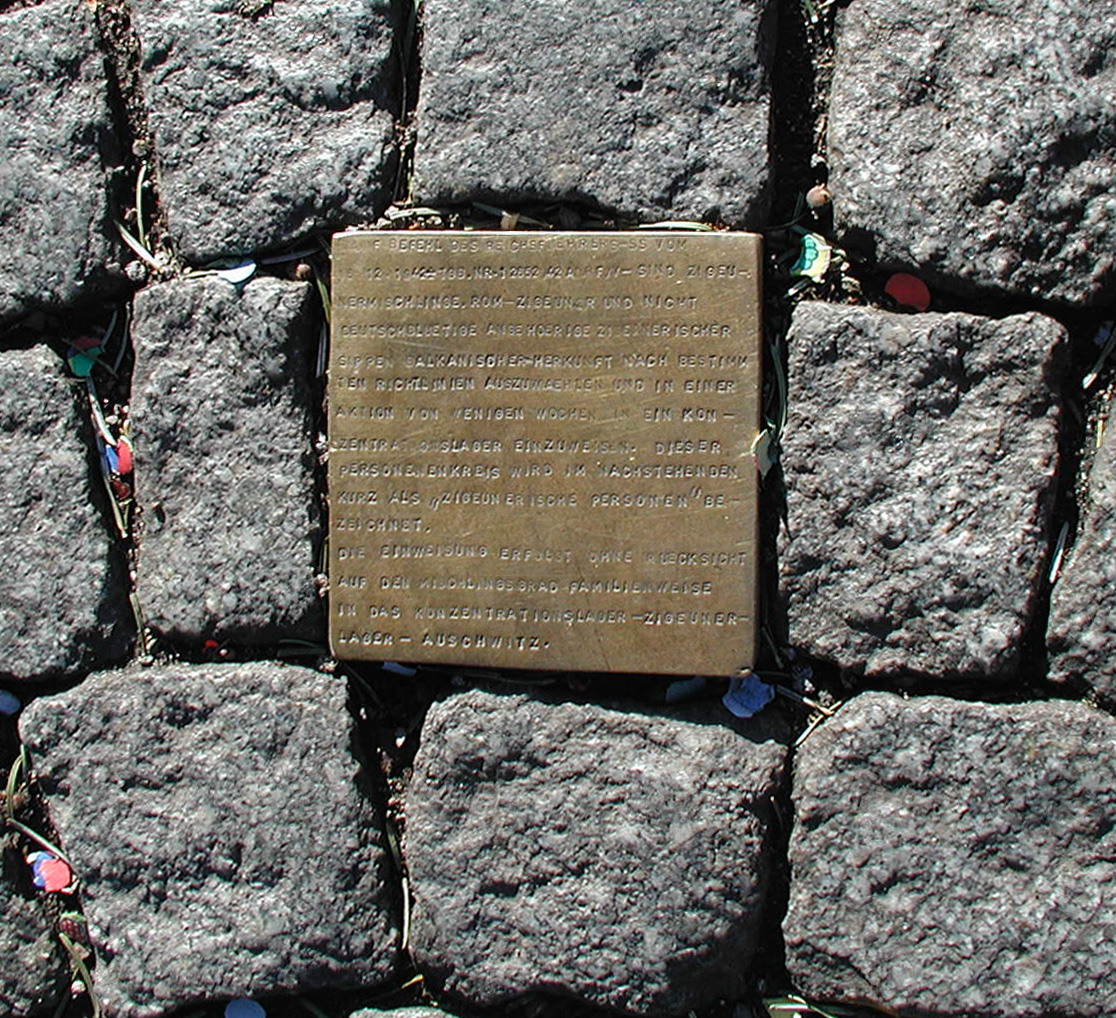
Le tout premier Stolperstein, placé le 16 décembre 1992 devant l'hôtel de ville de Cologne, avec l'ordre de Heinrich Himmler de procéder aux déportations.

Le premier Stolperstein est placé sans autorisation le 16 décembre 1992, de même que ceux de 1995 et il faut attendre 1997 pour que le projet jouisse d'une reconnaissance officielle.
En 1993, lors d’une action artistique en souvenir de la déportation massive des Roms, Demnig a eu l’idée des Stolpersteine. La première exposition du projet a été réalisée en 1994 dans l'église des Antonins à Cologne. En 1995, sans autorisation et pour essayer, Gunter Demnig a placé les premières Stolpersteine dans les rues de Cologne et dans la Oranienstraße du quartier de Kreuzberg à Berlin. En 1996, il a encastré 55 pierres à l'issue du projet « Artistes à la recherche d'Auschwitz », à Berlin. Incité par l'Initiative artistique KNIE et le Service autrichien de la Mémoire, il plaça en 1997 les premières Stolpersteine pour les témoins de Jéhovah à St. Georgen près de Salzbourg. Friedrich Amerhauser est le premier maire ayant autorisé Gunter Demnig à placer les Stolpersteine. Quatre ans plus tard, après avoir surmonté les obstacles administratifs et les doutes de la ville de Cologne, il fut autorisé à placer 600 pierres.

### Plus de53 000Stolpersteinedans1 099 villesd'Allemagne

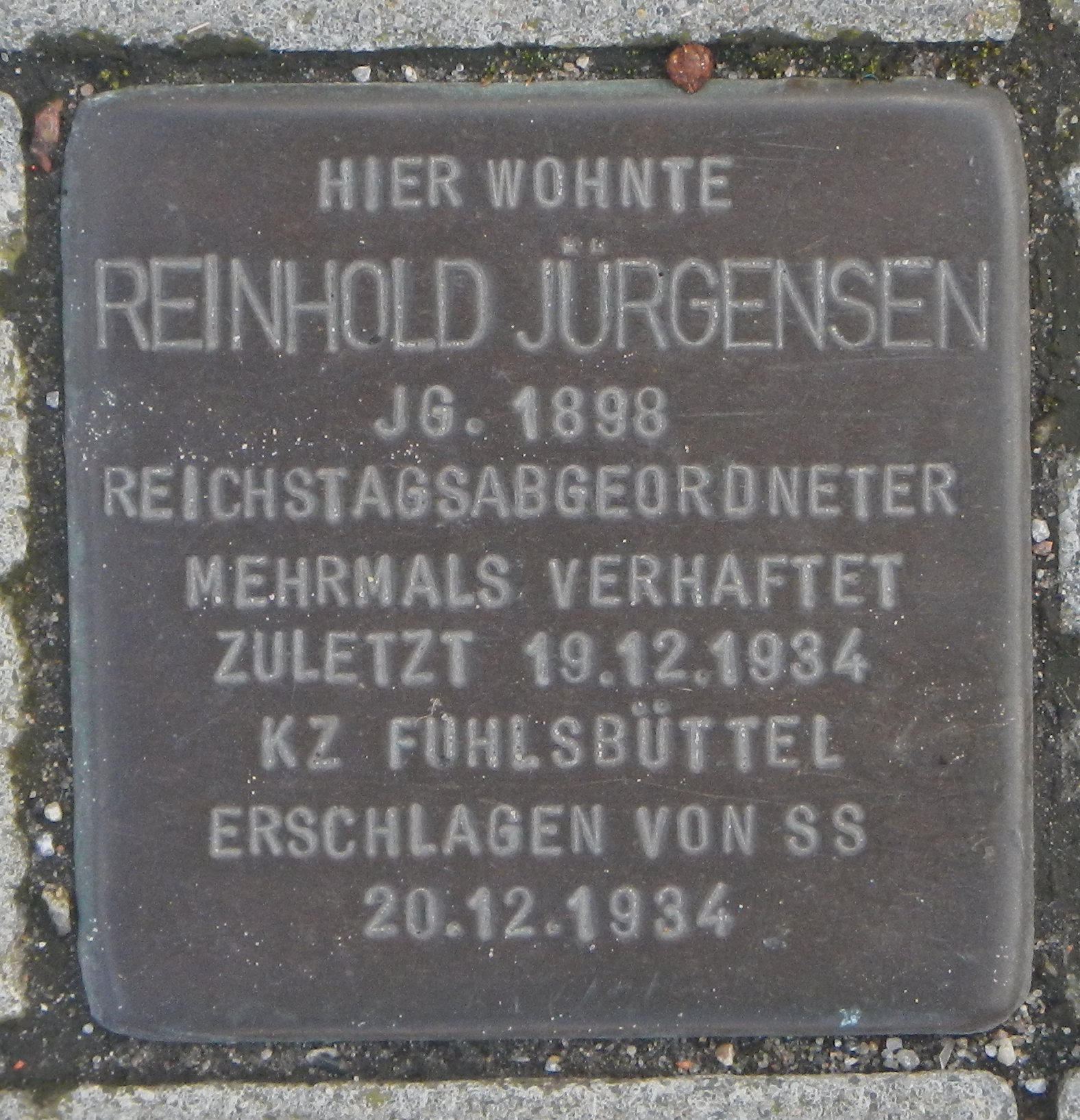
Stolperstein à Elmshorn à la mémoire du résistant et ancien député communiste Reinhold Jürgensen, assassiné par les SS au camp de concentration de Fuhlsbüttel.

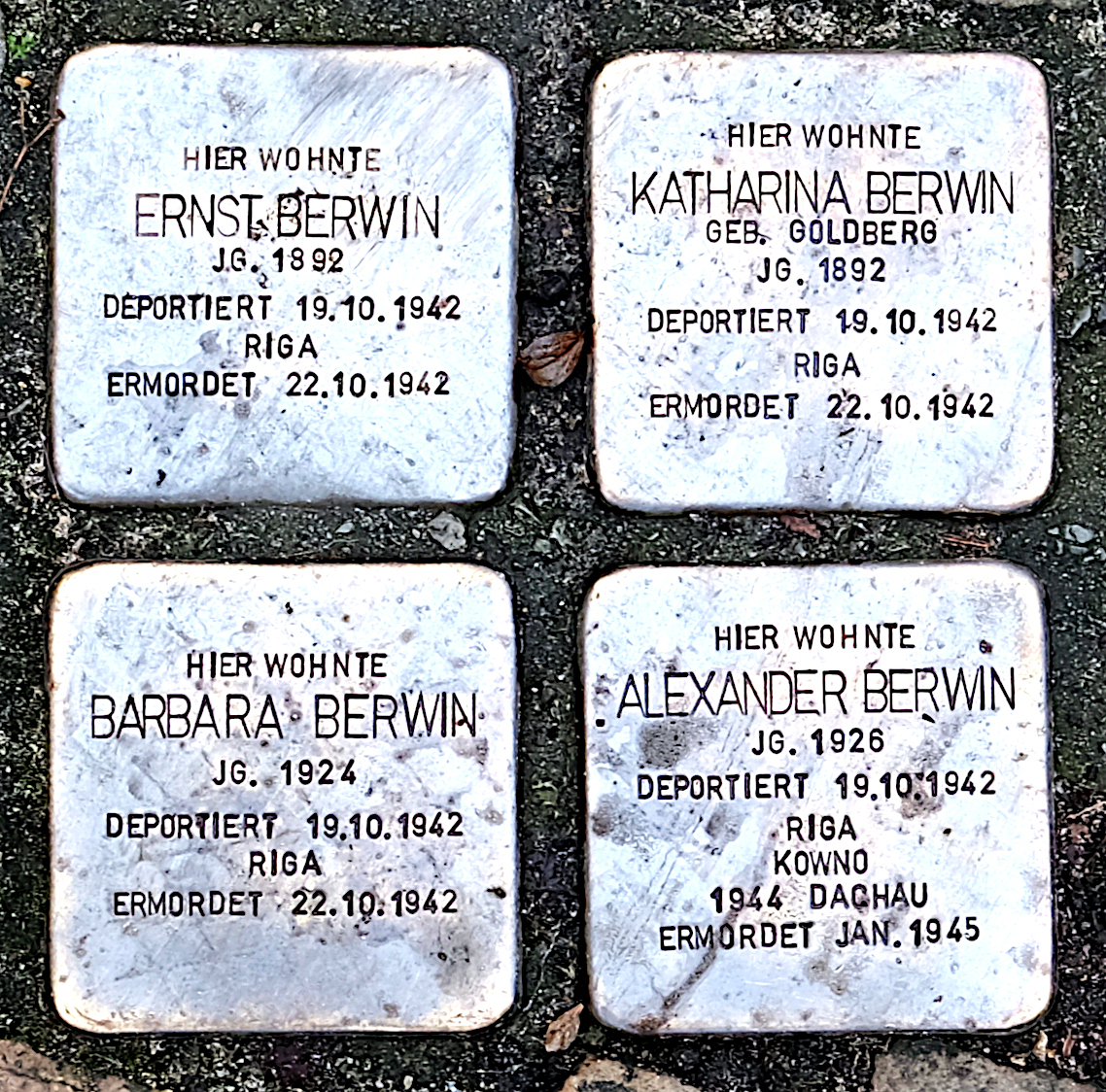
Pavés de mémoire au n°60 Parkstrasse (Berlin, Pankow).

On trouve des milliers de pierres commémoratives dans de nombreuses villes allemandes comme Berlin, Hambourg ou Cologne et plusieurs centaines dans d'autres villes comme Stuttgart, Francfort-sur-le-Main, Bonn ou Fribourg-en-Brisgau.
Elles sont illégales à Munich (Charlotte Knobloch, ancienne déportée et présidente de la communauté israélite de Bavière puis présidente du Conseil central des juifs en Allemagne, considérant qu'il est humiliant que ces marques de commémorations soient sur le sol et que des passants puissent marcher dessus. Cela ne fait pourtant pas consensus dans la communauté juive et des Stolpersteine ont été installées depuis, mais sur des terrains privés).
Par les articles et reportages dans les médias, les citoyens intéressés sont ainsi incités à aller voir ces pierres commémoratives sur les différents lieux de leur implantation. D'autres personnes découvrent les pierres par hasard en flânant dans les rues et se demandent comment cela a pu se passer[pas clair]. À Hambourg, on a demandé aux personnes habitant près d'une pierre de la faire briller avec un produit de nettoyage pour les métaux.
Depuis 1996 et jusqu'en 2008, environ 17 000 pierres d'achoppement ont été installées dans 400 villes et villages d'Allemagne ; c'est trois fois plus en 2018.

### Autriche
Le 11 août 2006, Demnig a encastré onze Stolpersteine dans le sol des rues publiques de huit communes du district (Bezirk) de Braunau am Inn, la ville natale d'Adolf Hitler.
C'est la première fois que de telles pierres sont réparties sur tout un district. Comme dans les autres villes, elles sont placées devant les maisons des déportés. Les onze Stolpersteine rendent hommage à la témoin de Jéhovah Anna Sax (Braunau am Inn), à quatre communistes et socialistes Franz Amberger, Adolf Wenger (tous les deux de Braunau am Inn), Johann Lenz et Josef Weber (Hackenbuch/Moosdorf), à l'objecteur de conscience Franz Jägerstätter (St. Radegund), au père Ludwig Seraphim Binder (Maria Schmolln), au Sinto Johann Kerndlbacher (Hochburg-Ach), aux victimes de la justice militaire des nazis Franz Braumann (Sankt Veit im Innkreis) et Engelbert Wenger (Altheim) comme à Michael Nimmerfahl (Braunau am Inn) assassiné en détention par la Gestapo. Les Stolpersteine ont été encastrées en présence d'hommes politiques locaux, des médias et de la population locale. Ce mouvement a réveillé l'intérêt pour les victimes du nazisme pratiquement oubliées et ainsi rappelées à la conscience publique.
L'initiative artistique KNIE a déjà invité Demnig en 1997 à Oberndorf près de Salzbourg.
Après la destruction involontaire des Stolpersteine à Sankt Georgen près de Salzbourg, placées en mémoire des témoins de Jéhovah Johann et Matthias Nobis, le politologue d'Innsbruck Andreas Maislinger a invité Gunter Demnig à les remplacer et à encastrer de nouvelles pierres dans le district voisin de Braunau am Inn.
Depuis 2005, on pose à Vienne des Stolpersteine qui ne sont pas de Gunter Demnig mais qui en reprennent l'idée. Le projet a pour nom « Les Pierres commémoratives » (en allemand Steine der Erinnerung) et qui forment le « Sentier commémoratif » (Weg der Erinnerung).

Pierres commémoratives à Vienne
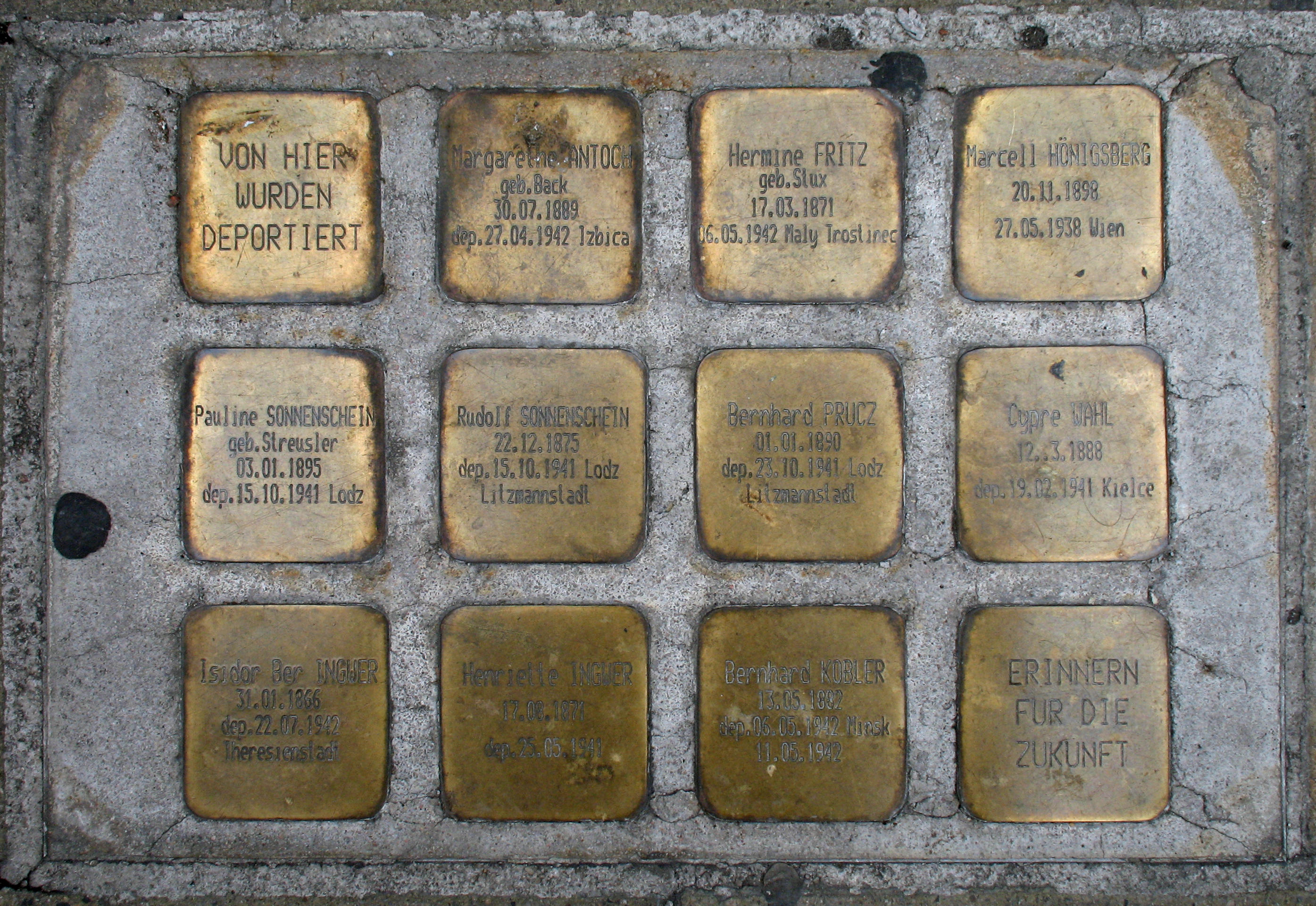
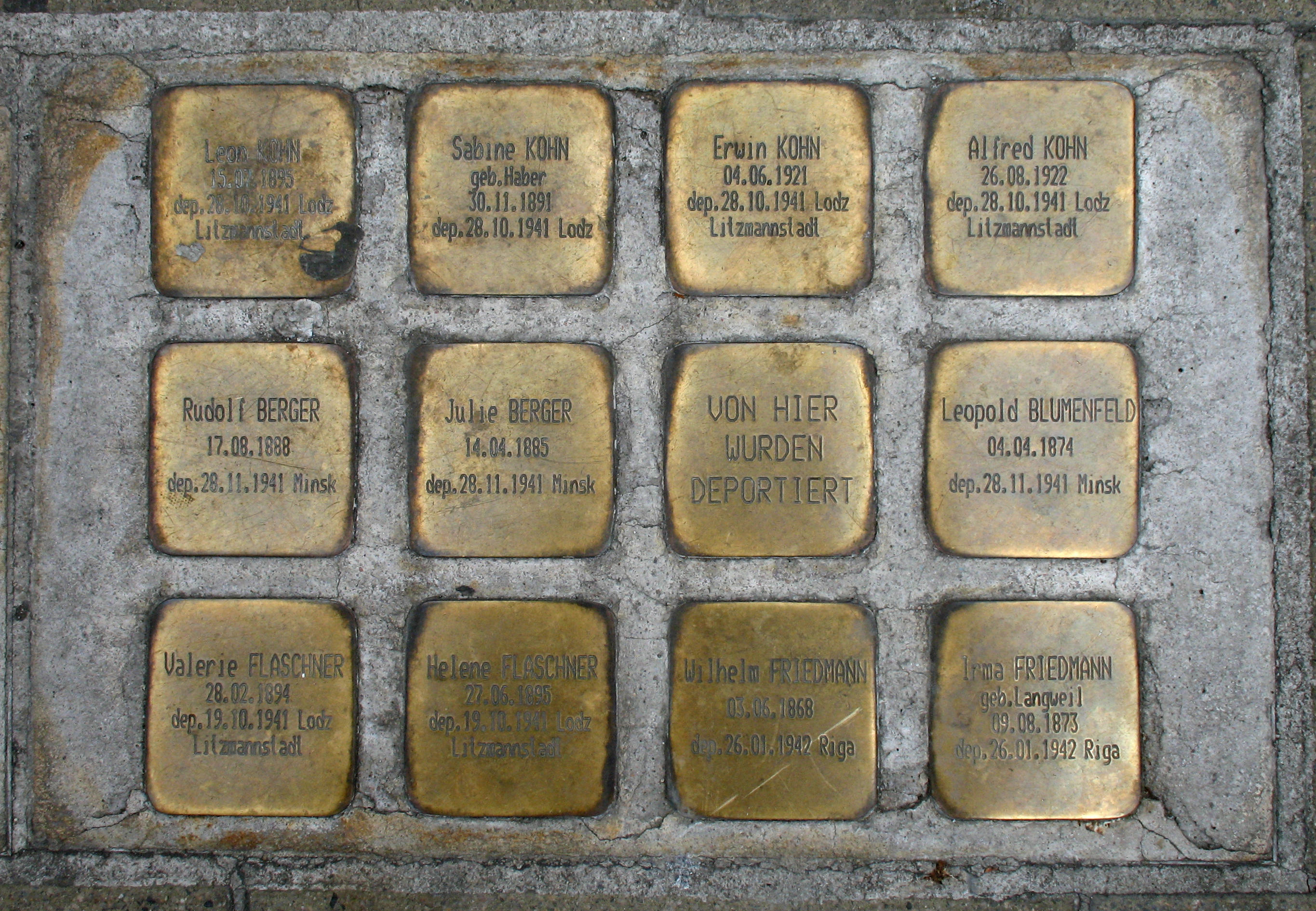
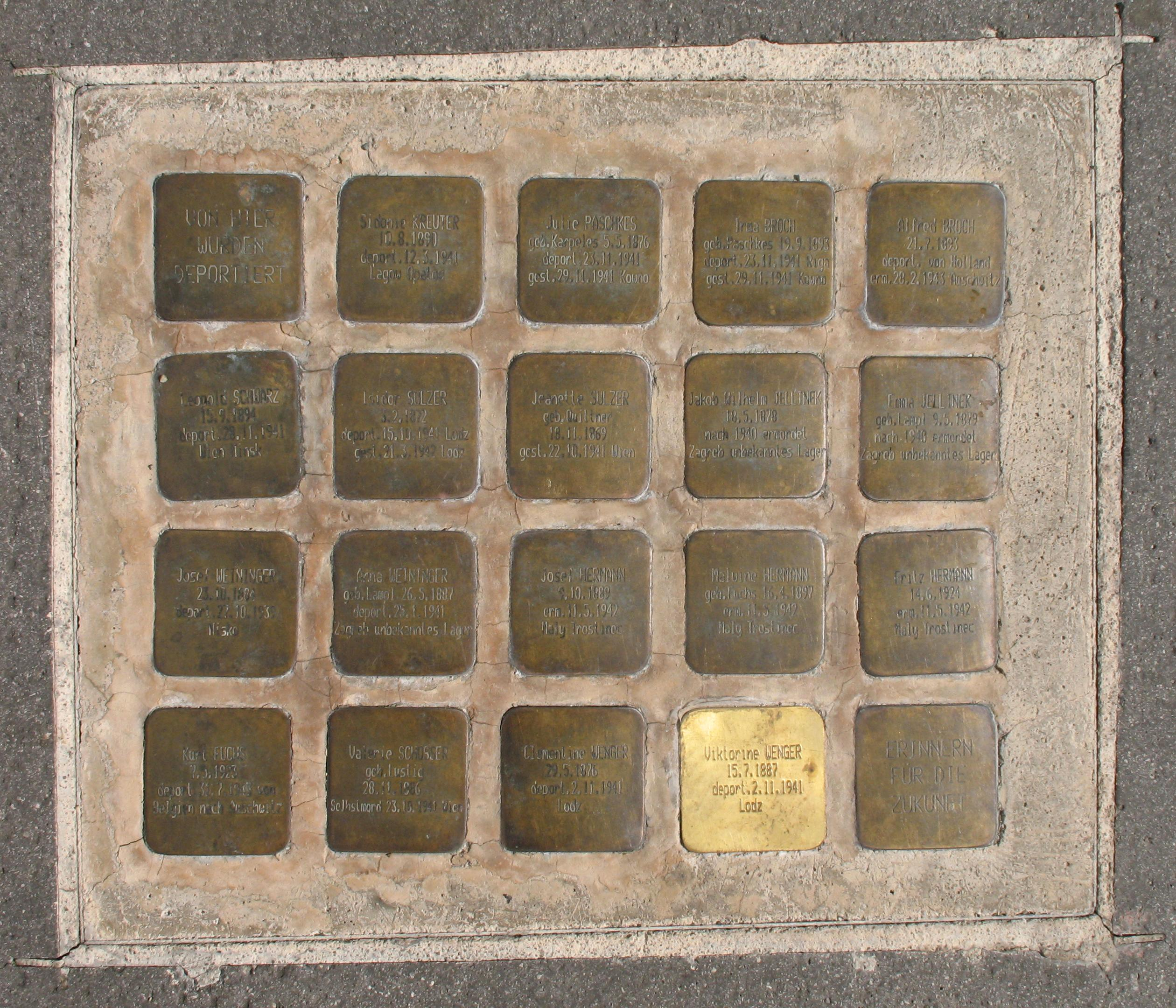
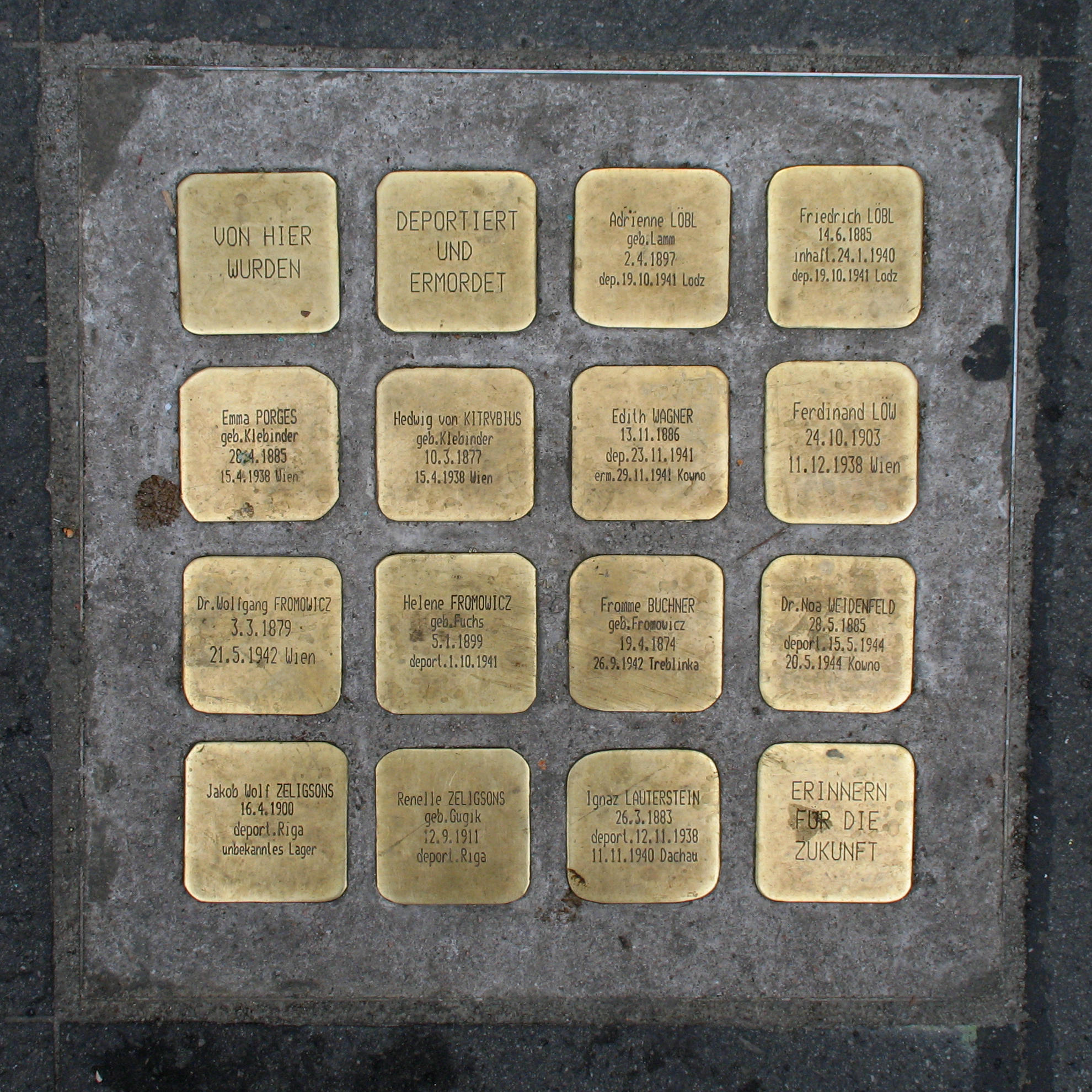

### Belgique
Les premiers « pavés de mémoire » sont installés en 2009 dans la Région de Bruxelles-Capitale (communes d'Anderlecht et Schaerbeek notamment à hauteur du 99 avenue du Diamant). Le 13 mai 2009, les deux premières pierres d'achoppement sont posées dans la commune d'Anderlecht, en présence des autorités de la ville, du public, des membres de la communauté juive, des enfants d'une école voisine et des membres de la famille des défunts. À Saint-Gilles, plusieurs voies sont concernées par les Stolpersteine : Liste der Stolpersteine in Saint-Gilles/Sint-Gillis (de). Dans la rue de Roumanie trois pavés sont placés dont un pour Gela (Catherine) Calka, née en Pologne, d'abord détenue à Malines puis déportée à Auschwitz.

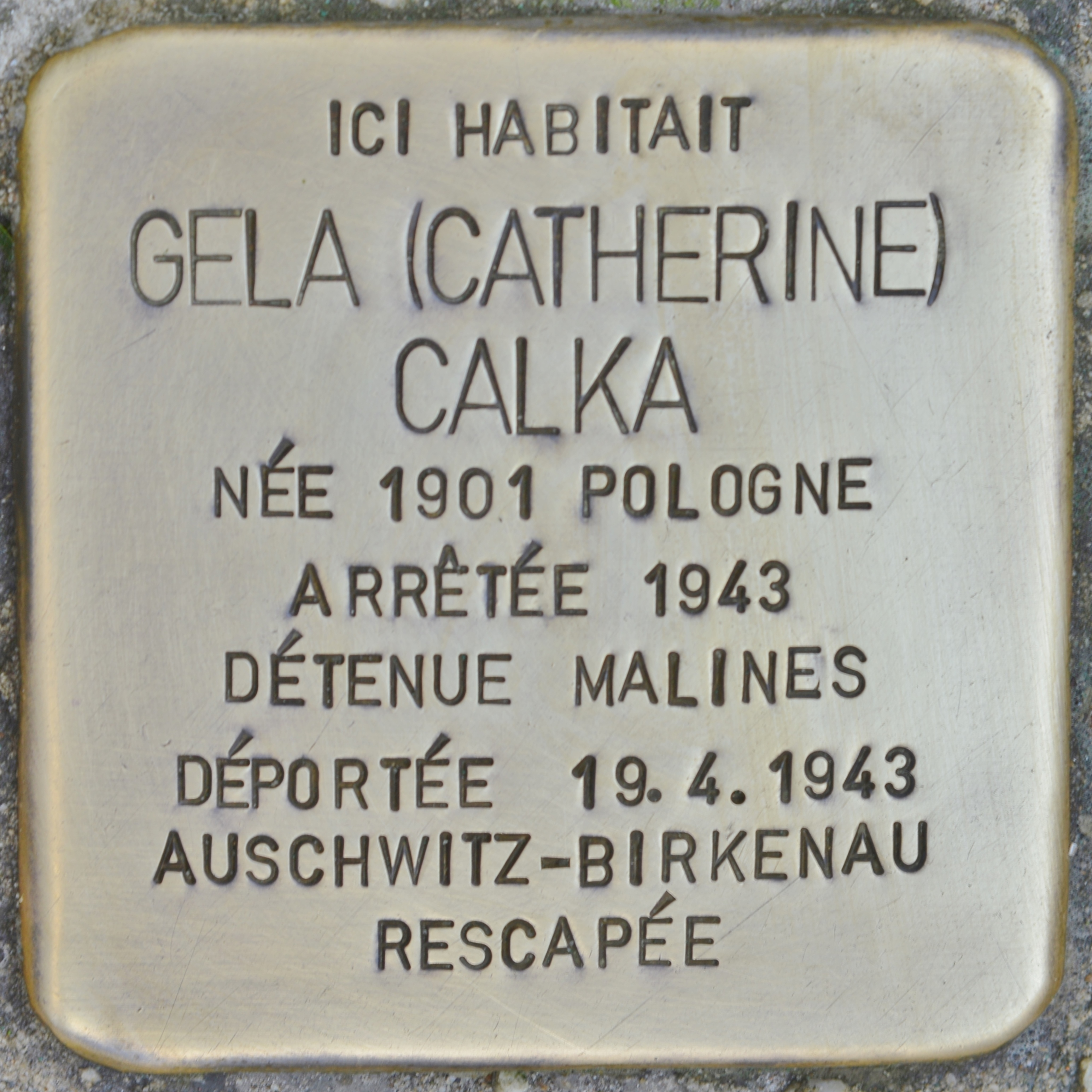
5 rue de Roumanie, St-Gilles

Depuis août 2010, on trouve aussi des Stolpersteine à Liège, dont une à la rue Matrognard au numéro 7 et deux autres à la rue Édouard Remouchamps au numéro 27a. Le 20 juillet 2011 ont été placées dix-neuf Stolpersteine, certaines à Liège et d'autres dans les différentes agglomérations de Bruxelles.
Le 5 mars 2012, onze nouveaux « pavés de la mémoire » sont inaugurés à Bruxelles, à l’initiative de l’Association pour la mémoire de la Shoah (AMS). Chaque pierre commémorative est dédiée à une personne juive arrêtée à Bruxelles en 1942 par l’armée allemande et morte dans le camp de concentration et d’extermination d’Auschwitz. Chaque pavé est ainsi placé devant la dernière habitation occupée par la victime avant son arrestation. Des pierres commémoratives ont été inaugurées dans le centre historique de Bruxelles, dans les rues d’Accolay et des Tanneurs et rue Haute notamment. En Belgique, on compte en 2019 près de 300 « pavés de mémoire » dont presque une centaine dans la rue des Tanneurs.
Le 3 août 2010, un « pavé de mémoire » est scellé à Uccle, chaussée d'Alsemberg 712, devant le dernier domicile de Léon Fajnznaider, adolescent de 16 ans déporté et assassiné en 1942 à Auschwitz par les nazis : son seul crime fut d'être né juif.
En 2015, 13 nouveaux pavés sont placés en mémoire des 13 enfants juifs venus de Belgique après être passés par la Maison d'Izieu (France). Trois villes sont concernées, Bruxelles, Anvers et Liège. Le 4 novembre 2015, trois pavés sont placés à Liège, deux à la mémoire des frères Bulka (Albert et Marcel) qui furent déportés et un honorant Alec Bergman, enfant caché qui échappe à la barbarie nazie et qui est présent avec sa famille lors de la pose du pavé.
Jusqu'en juillet 2018, sous l'impulsion du Forum der Joodse Organisaties, les autorités de la ville d'Anvers s'opposaient à la mise en place de ces pavés. À la suite de l'avis émis par une commission d'experts, d'une pétition bilingue ayant recueilli près de 8 000 signatures et la pose de deux pavés par une équipe de l'Association pour la mémoire de la Shoah, en présence de Gunter Demnig, dans un geste de désobéissance civile le 8 février 2018, la ville d'Anvers décide d'accepter la pose de pavés de la mémoire.
Le 30 novembre 2023, à l'initiative de la commune de Schaerbeek et en coopération avec la Maison de la culture juive et de l'Association pour la mémoire de la Shoah, treize Stolpersteine sont apposés : rue Gallait 76, en hommage à Elja-Noach Nagiel, Margula Nagiel-Amtmann et leurs deux jeunes enfants Joseph-Henri et Felix-Pierre, Avenue Emile Verhaeren  73, en hommage aux résistants Andrée De Jongh, Alice De Jongh-Decarpenterie, Frédéric De Jongh et Suzanne Wittek-De Jongh et au 1 Avenue Colonel Picquart en hommage à Mindla Flinker-De Rochanini, Leizer-Noah Flinker et leurs enfants Moshe Flinker, Esther-Malka Flinker et Léa Flinker,.
Début 2025 à Anderlecht, deux directions d’école ont refusé la pose de pavés de la mémoire, en lien avec le possible génocide gazaoui.

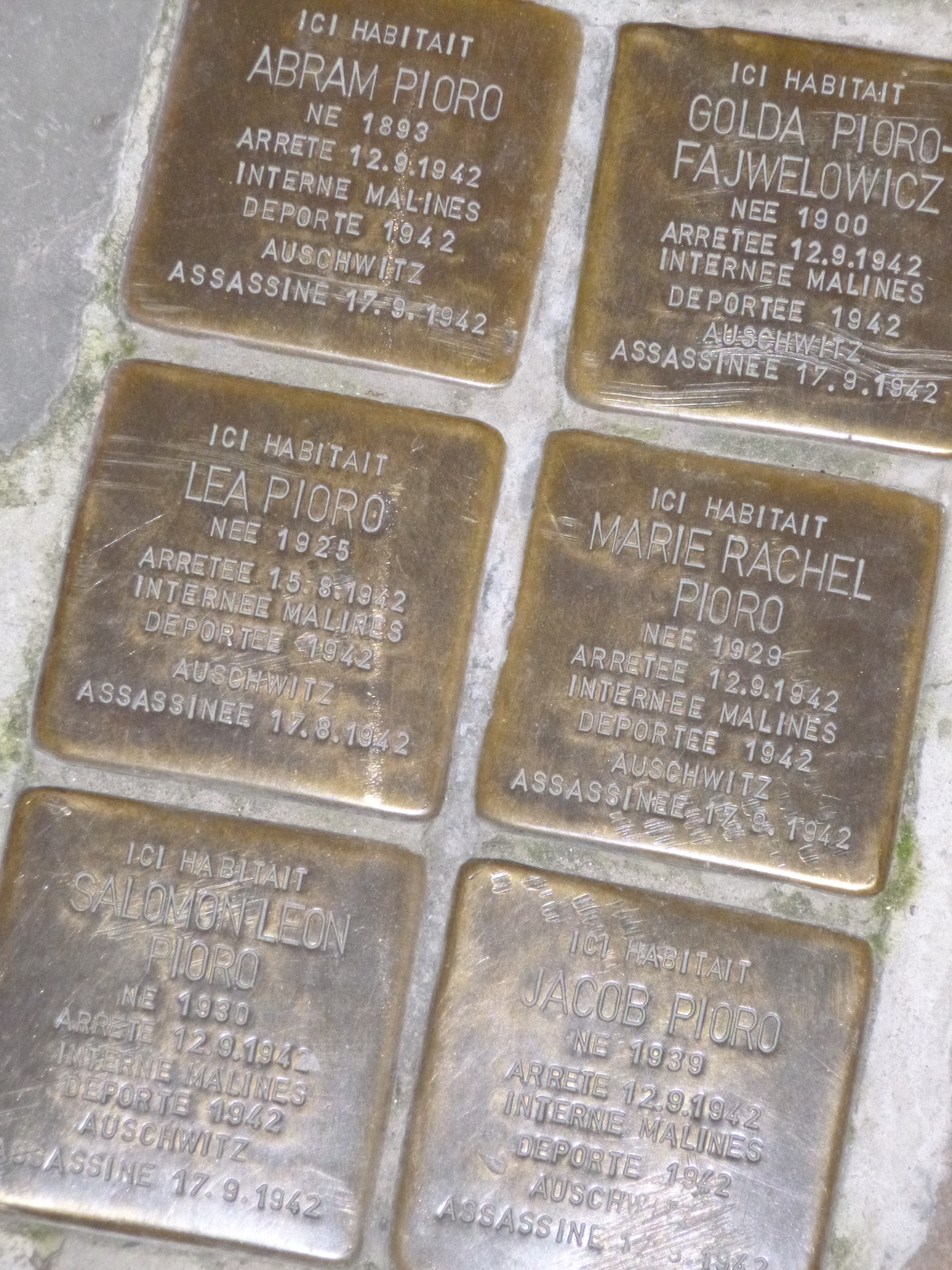
Stolpersteine pour la famille Pioro, rue d’Accolay, Bruxelles.
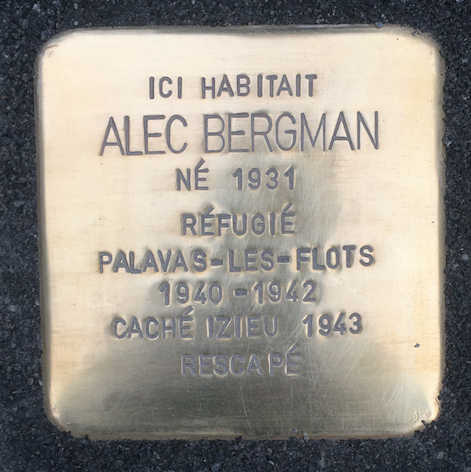
Stolperstein, Alec Bergman, Liège, 4 novembre 2015.
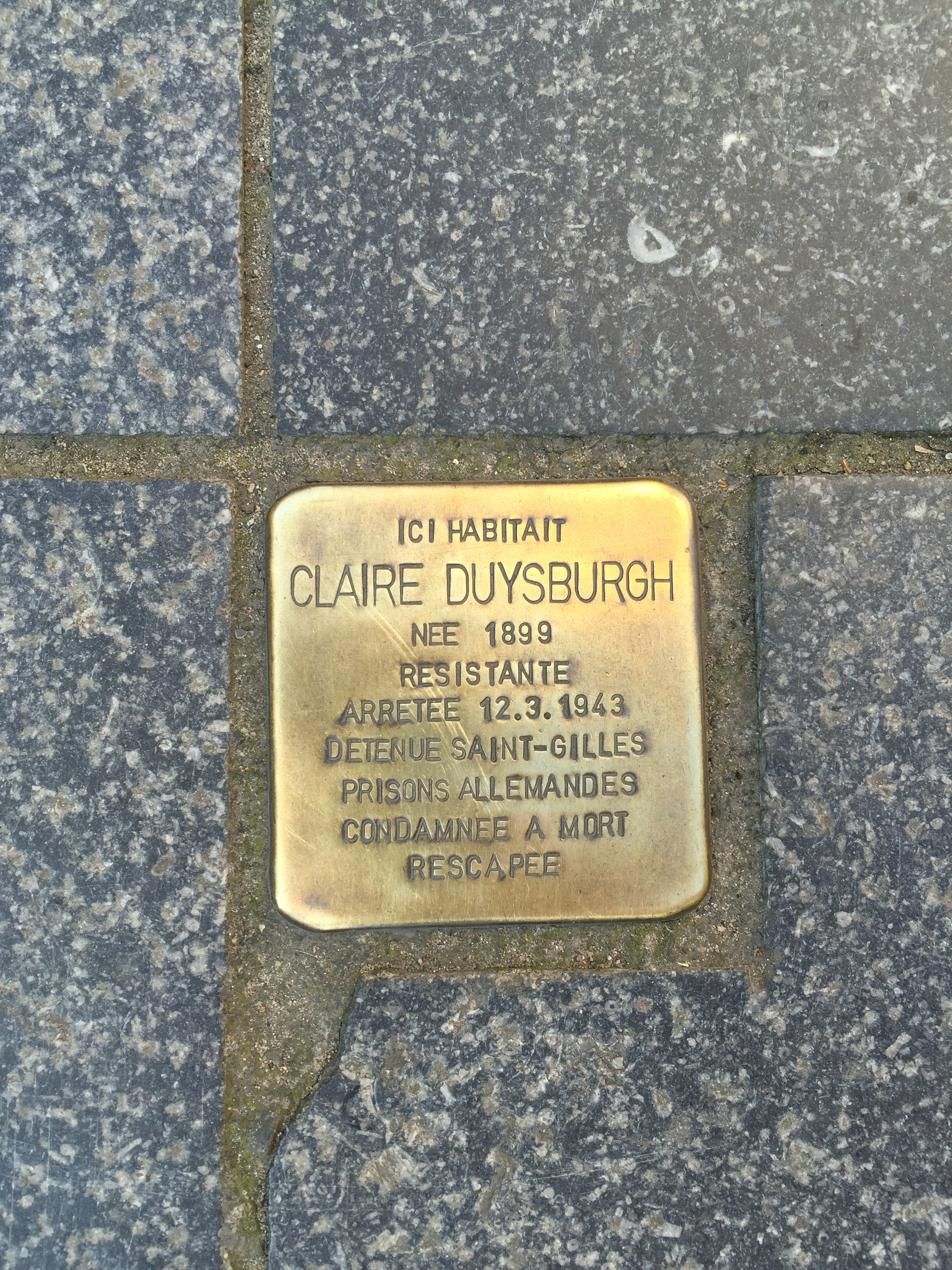
Stolperstein à Bruxelles.
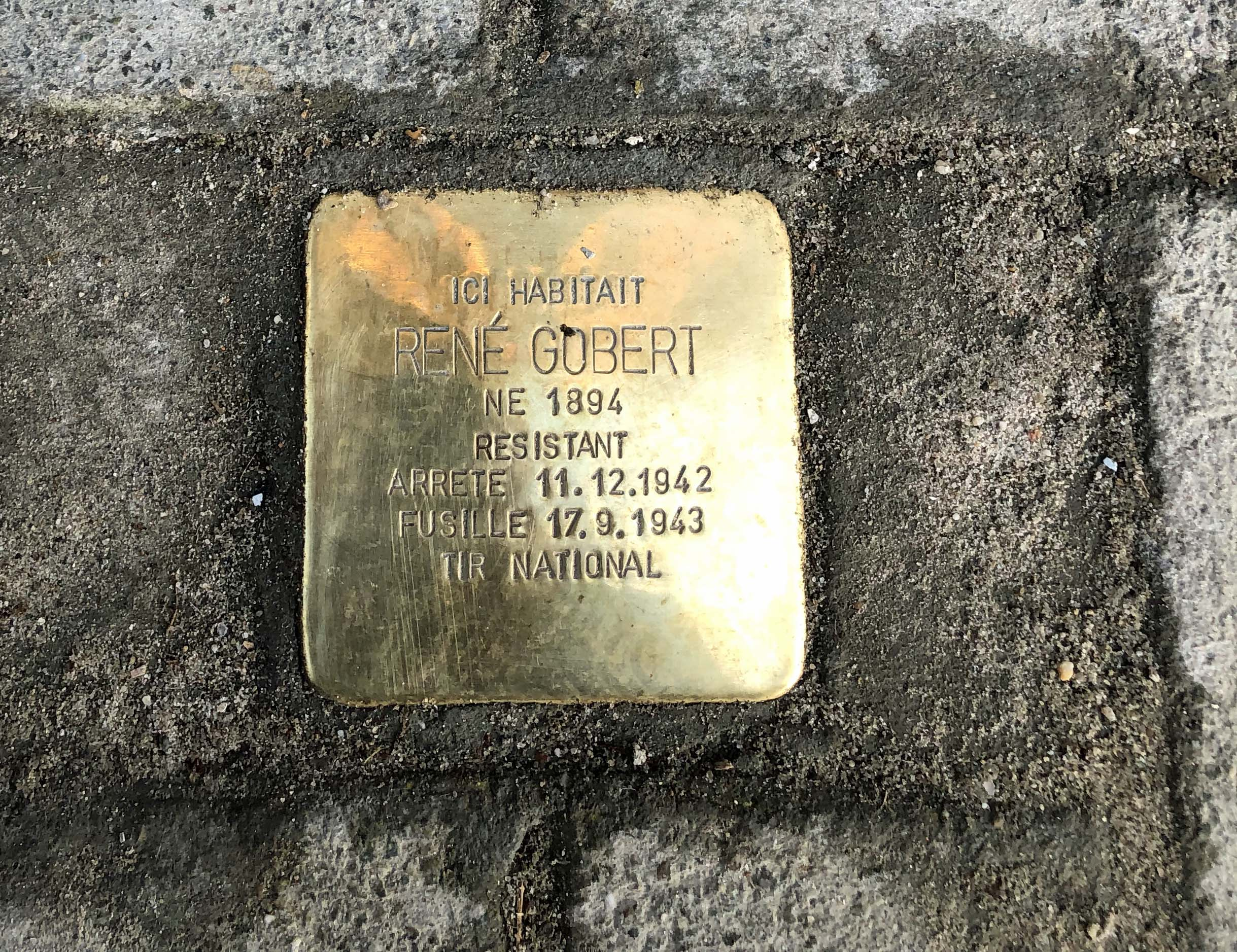
Stolperstein de René Gobert (1894-1943), au no 856 de la chaussée de Waterloo à Uccle.
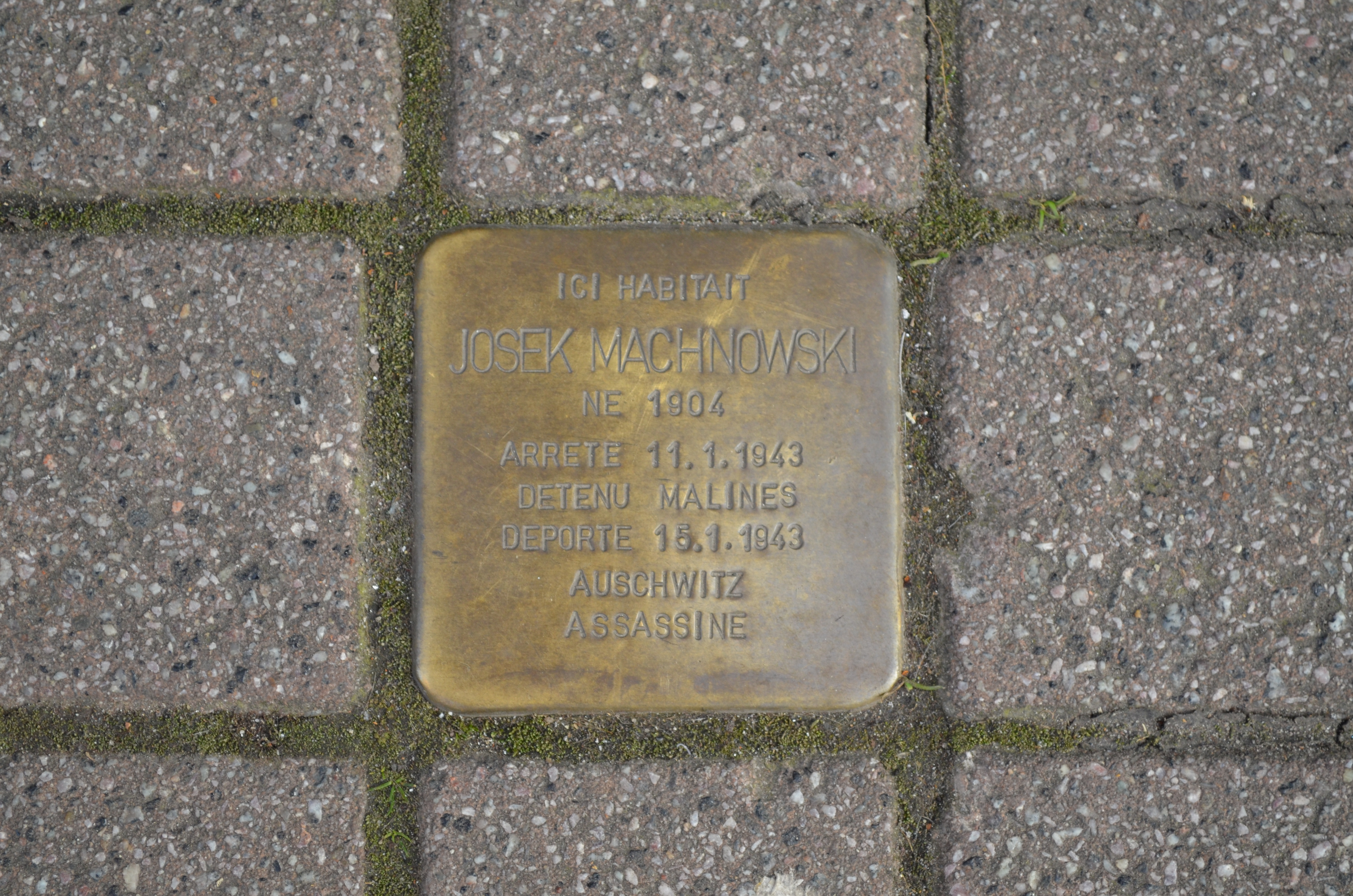
Stolperstein pour Josek Machnowski, rue de la Régence à Charleroi.

### France
Les premières Stolpersteine en France furent posées entre le 30 septembre et le 2 octobre 2013 en Vendée à L'Aiguillon-sur-Mer, Beaulieu-sous-la-Roche, Bourneau, Fontaines, Fontenay-le-Comte, Longèves, Mervent et Nieul-sur-l'Autise. Certaines communes, notamment Paris et Lens, refusent leur installation.
En 2015, de nouvelles Stolpersteine sont posées en Charente-Maritime et en Gironde. Devant le monument aux morts de Coux (17130) le 24 août 2015, l'artiste Gunter Demnig pose un pavé pour Ferdinand Rapiteau, prisonnier de guerre à Bamberg, abattu le 19 juillet 1941 par un jeune Allemand qui jouait au tir aux pigeons. Le même jour, à Cartelègue (33390), une autre Stolperstein est posée pour le prisonnier de guerre Jean Léger, décédé en captivité à Sulzdorf d'une embolie. En fin de journée, à La Brède (33650), c'est au tour de Fernand Lasperches d'être honoré et sa Stolperstein est là pour rappeler que ce prisonnier de guerre est mort de tuberculose, loin de sa patrie. Le lendemain 25 août 2015, c'est sur l'île d'Oléron, à Saint-Trojan-les-Bains, qu'est posée la dernière Stolperstein pour le prisonnier de guerre Adolphe Breret décédé à Obernzenn d'une pneumonie.
La première initiative  en mémoire de victimes juives a été menée par le lycée La Prat's de Cluny en collaboration avec la municipalité[réf. nécessaire]. Le 6 mars 2016, cinq pavés sont posés rue Prud'hon pour la famille Oferman-Rotbart, dont trois membres ont été déportés et deux enfants sauvés[réf. à confirmer]. 
Bordeaux et Bègles sont les premières grandes villes françaises à s'engager dans le projet, avec la pose de dix Stolpersteine à la mémoire de victimes juives, de résistants autrichiens — comme Fritz Weiss — ou communistes, poses qui ont eu lieu les 6 et 7 avril 2017, à partir d'un projet lancé par l'Université Bordeaux-Montaigne.
La ville de Fontenay-sous-Bois pose ses premières pierres, provisoires, en 2018. Gunter Demnig en pose 10 le 29 avril 2019 dans les rues du vieux Fontenay[réf. souhaitée]. À l'invitation de la municipalité en partenariat avec la délégation locale de la Fondation pour la Mémoire de la Déportation, un parcours est organisé à l'occasion réunissant les familles de certains déportés, des lycéens et les anciens combattants. Une douzaine d'autres sont scellées en juillet 2022, la commune voulant à terme honorer l'ensemble de ses citoyens déportés.
Vingt Stolpersteine sont posées à Strasbourg, 27 à Muttersholtz et 24 à Herrlisheim-près-Colmar, les 30 avril et 1er mai 2019,.

Stolpersteine à Strasbourg
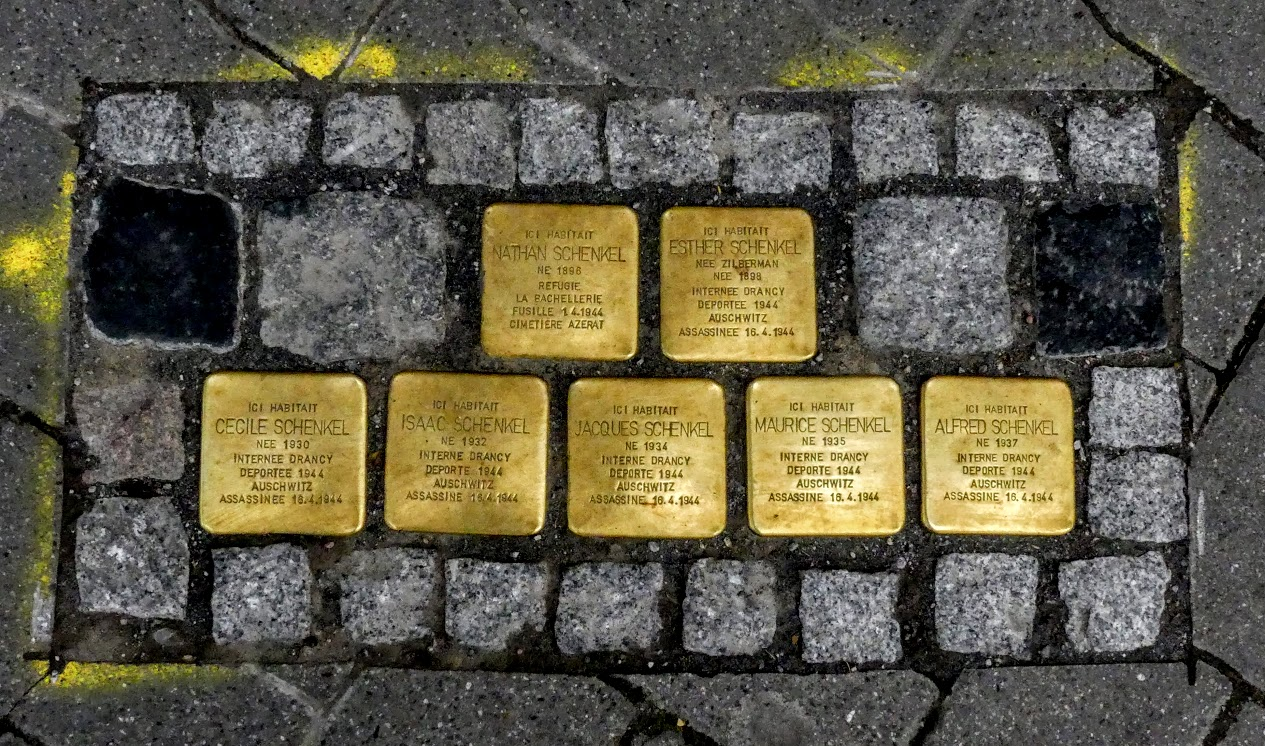
6, rue de Barr, famille Schenkel.
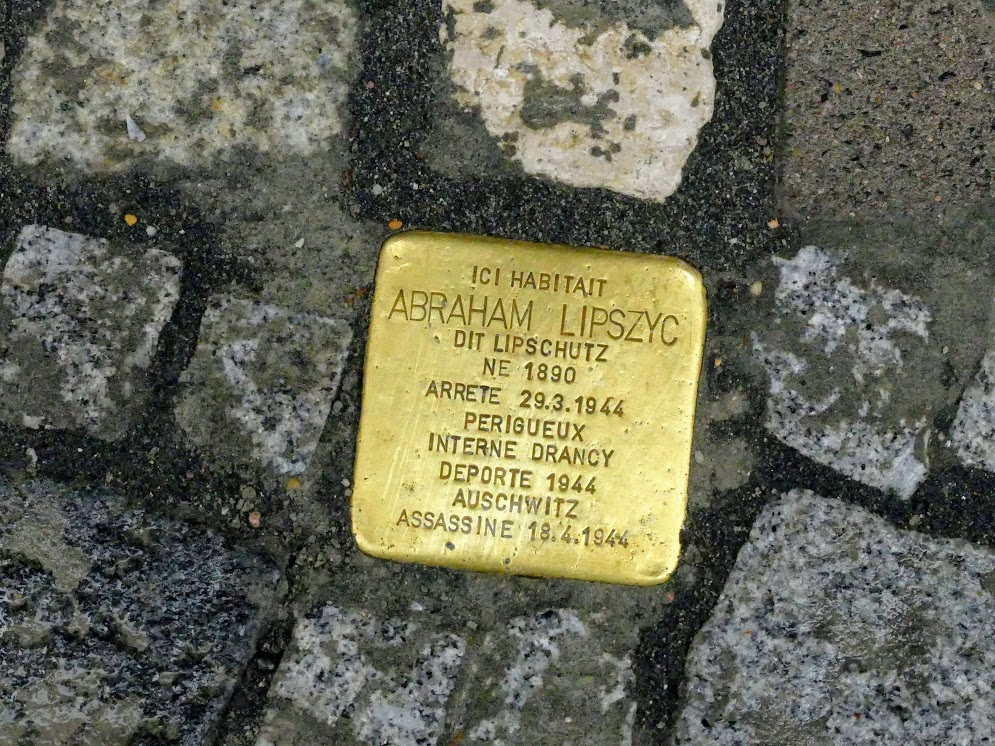
5. rue des Cordonniers, Abraham Lipszyc.

À Rouen et à Sotteville-lès-Rouen, 83 Stolpersteine ont été posées entre 2020 et 2022. Elles honorent la mémoire de familles avec enfants mineurs victimes de la Shoah. Initié par l’association Pavés de Mémoire Rouen Métropole, le projet local est réalisé en partenariat et avec le soutien de la Métropole Rouen Normandie, des villes de Rouen et de Sotteville-lès-Rouen, de l’Université de Rouen et des familles des victimes. Les biographies des victimes de l'agglomération rouennaise sont à retrouver sur le site/l'application "Stolpersteine Guide". Depuis 2019, plus d'un millier d'élèves et d'étudiants ont été associés à des projets pédagogiques en lien avec la pose de ces Pavés de Mémoire. À Rouen, le projet a culminé dans la pose de quatre dernières Stolpersteine par l'artiste Gunter Demnig le 28 mars 2022, et à Sotteville-lès-Rouen dans l'inauguration du 8 mai 2022. Il se poursuivra dans d'autres communes de la Métropole.

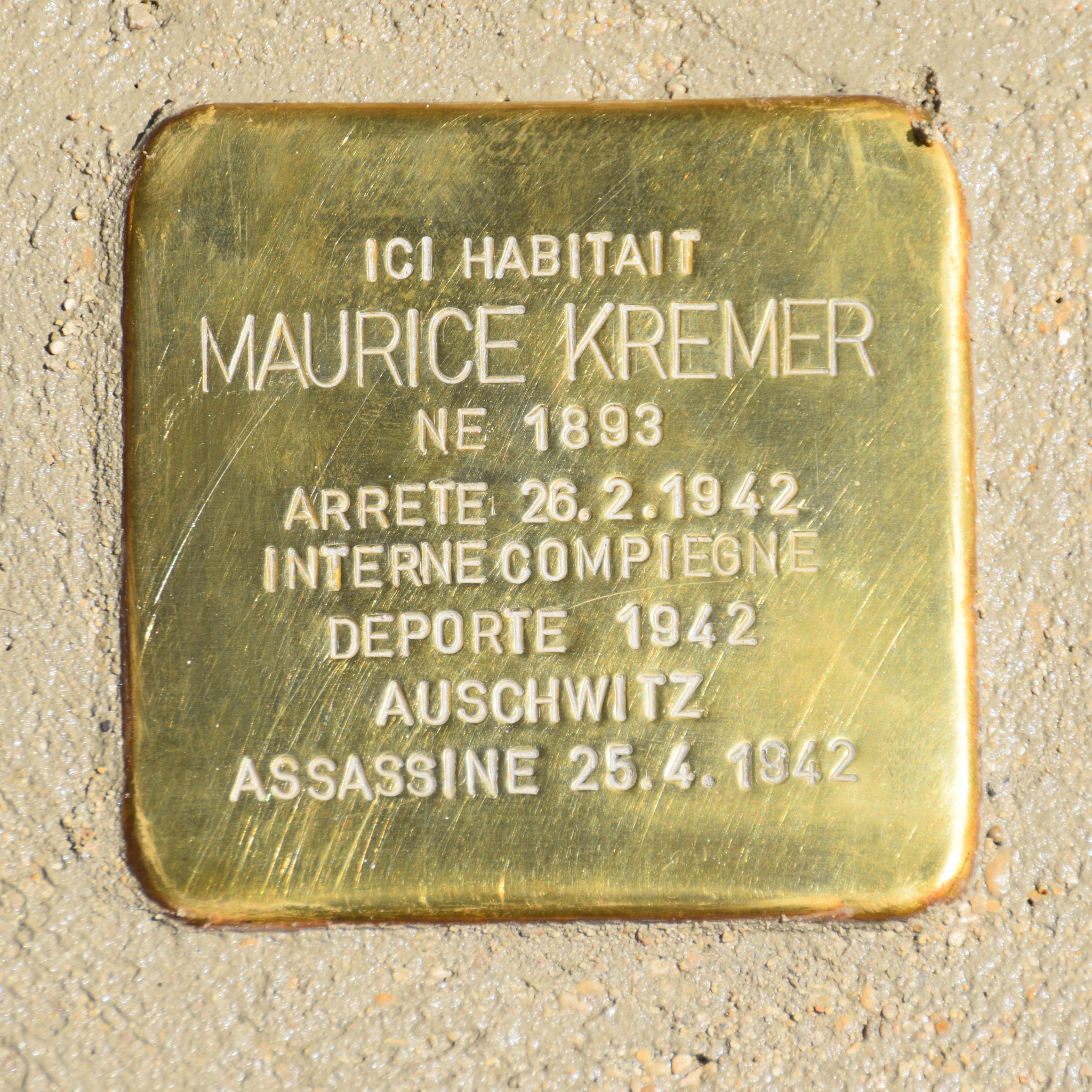
Stolperstein au nom de Maurice KREMER au 7 rue des Lombards à Châlons-en-Champagne

Le 20 juin 2021, les petits-enfants et arrière-petits-enfants posent un Stolperstein à Châlons-en-Champagne en l'honneur de Maurice Kremer, arrêté le 26 février 1942 et déporté à Auschwitz par le premier convoi le 27 mars 1942, où il sera assassiné.
Le 4 juillet 2021, 8 Stolpersteine sont posées à Bouxwiller et 13 autres sont posées à Ingwiller,.

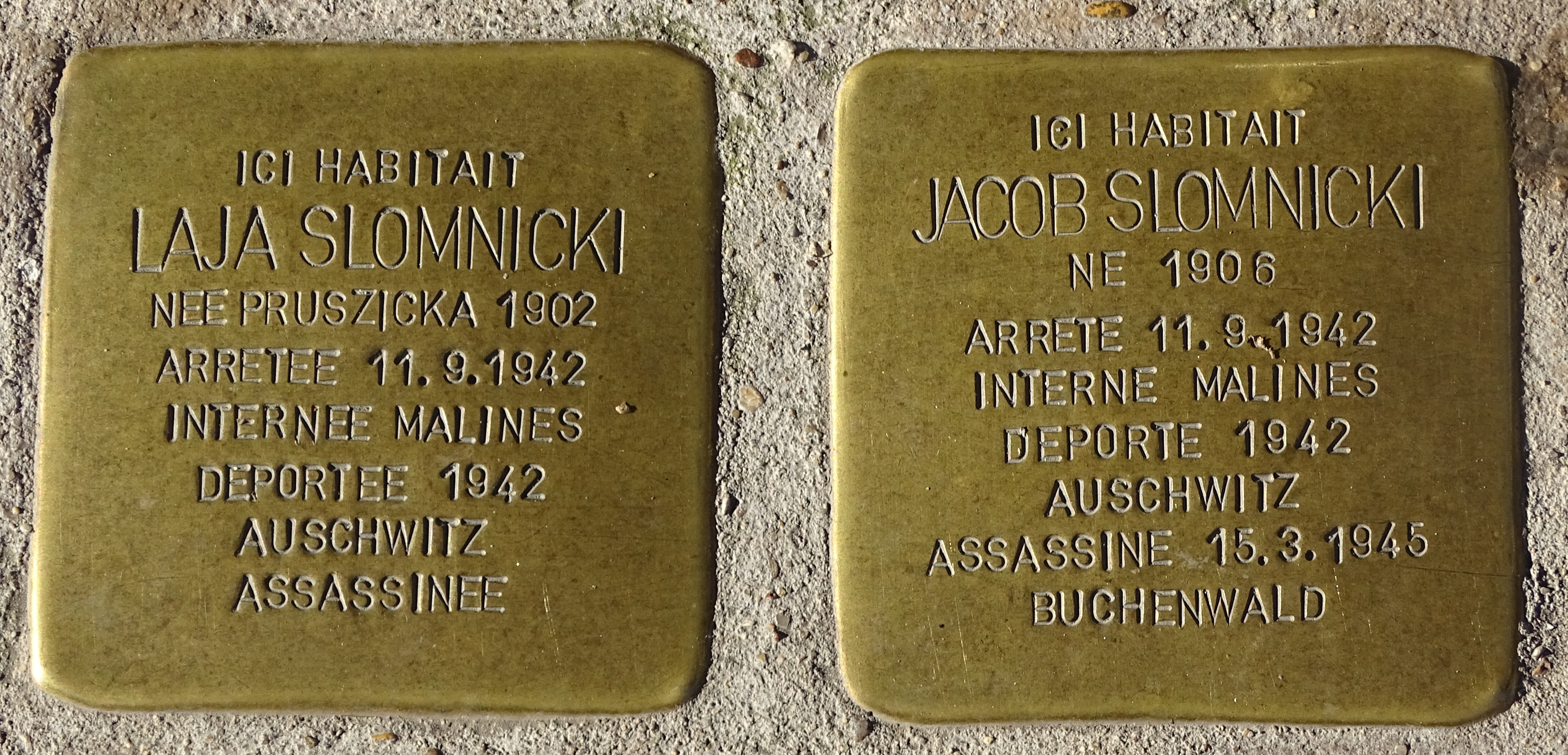
Stolpersteine aux noms de Laja et Jacob Slomnicki au no 114 rue de Paris à Douai.

En novembre 2021, un projet initié par les lycéens du lycée Louis-Girard, soutenu par la ville de Malakoff, aboutit à la pose de deux Stolpersteine sur la commune, en hommage à Louis Girard et Eugène Avaulée.
Le 11 septembre 2022, un projet initié par une professeure d’HGGSP et ses élèves du lycée Albert-Châtelet, soutenu par la ville de Douai, a abouti à l’installation de treize stolpersteine, devant six domiciles où avaient vécu des Douaisiens juifs déportés. Ces treize pierres commémorent neuf adultes et quatre enfants, tous assassinés sauf un, parce que Juifs.
Le 6 mai 2023, quatre Stolpersteine sont posées à Gries, en Alsace, en hommage à une famille yéniche.
Le 8 mai 2023, à Waziers, les élèves d’HGGSP du lycée A. Châtelet de Douai ont permis la pose du 14ème Stolperstein du Douaisis, soutenus par la mairie de Waziers. Le Stolperstein commémore Naphtal Zorman, résistant juif, dont les arrière-petites-filles et la nièce s’étaient spécialement déplacées pour la cérémonie. L’association du Convoi 73 était également représentée.
Le 12 mai 2023, cinq Stolpersteine sont posées à Lille.
Le 23 mai 2023, la première Stolpersteine de Bretagne est posée à Saint-Malo en hommage à Daniel Albohair, assassiné à Auschwitz par les nazis à l'âge de 3 ans. Une cérémonie touchante a lieu ce jour-là devant la maison où il habitait et en présence de son demi-frère Alain né après la guerre. Ce travail effectué par des élèves du lycée Jacques-Cartier à Saint-Malo avait pour but de rendre hommage aux déportés juifs et résistants de la ville en retraçant leurs vies afin de « ne pas oublier ».
Le 10 janvier 2024, deux Stolpersteine sont posées à Bordeaux à la mémoire des parents de Boris Cyrulnik.
Le 7 avril 2024, seront posées à Vendargues les premières Stoelpersteine d'Occitanie (région administrative).
Le 26 avril 2024 à Verdun 55100, cérémonie d'inauguration de 18 pavés de mémoire-stolpersteine 14. Rue chaussée - 32 rue des Bateliers - 43 rue Général Lemaire et 22 Avenue du Maréchal Joffre.  
Le 19 mai 2024, huit pavés de la mémoire ont été posés à Montmorillon. Ce projet, mené par des élèves de première et de terminale du lycée Jean-Moulin de Montmorillon, a bénéficié du soutien financier de la mairie de Montmorillon et a été approuvé par les descendants des victimes.
En septembre 2024, 9 nouveaux pavés sont inaugurés à Lille : 
- Le mercredi 11 septembre, au 12 rue de la Paix d'Utrecht ; 30 rue Jacquemars Giélée ; et 73 rue de la Monnaie.
- Le vendredi 20 septembre, au 86, rue Gambetta ; 145, rue Gambetta ; et 3, rue du Court-debout
- Le lundi 30 septembre, au 25, rue de Valmy ; 49, rue de Tournai ; et 133, rue Gustave Delory.

le 9 mai 2025 a été posé 3 pavés au 36 boulevard de Cambrai à Roubaix pour Alexandre Raby, Flore Raby et Henri Raby

### Hongrie
Depuis avril 2007, des pierres commémoratives sont posées en Hongrie où environ 600 000 Juifs ont été déportés et assassinés. Au centre de Budapest, les premières pierres d'achoppement ont été posées dans la rue Raday.

### Italie

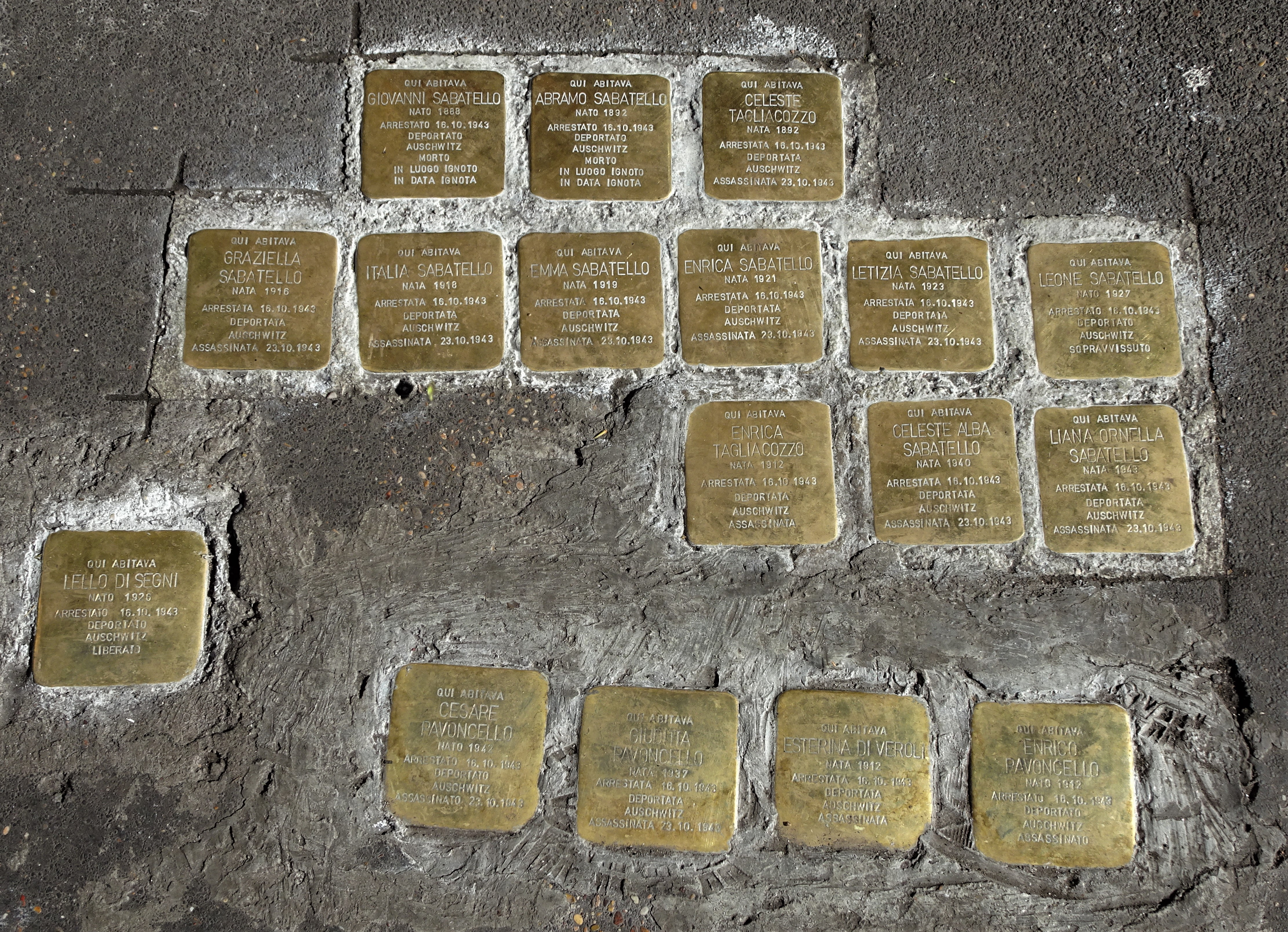
Pierres d'achoppement commémoratives à Via del Portico d'Ottavia à Rome.

En Italie, nombreuses Stolpersteine ont été placées dans différentes villes. Les pierres d'achoppement sont présentes à Turin, Rome, Viterbe, Sienne, Reggio d'Émilie, Meina, Padoue, Venise, Livourne, Prato, Ravenne, Brescia, Gênes, L'Aquila, Ancône, Bolzano et Florence.
En janvier 2015, à Turin, a été posée la 50 000e pierre d’achoppement en Europe, qui rappelle la mémoire de Eleonora Levi, déportée à Auschwitz, « bien que gravement malade », en 1944 en tant que juive.
Dans certains cas, les pierres ont été arrachées : à Rome, par exemple, un tel cas concernait, le 12 janvier 2012, des pierres d'achoppement posées au numéro 67 de la Via Santa Maria di Monticelli ; quelques jours plus tard, on a découvert que l'acte avait été effectué par une copropriété de l'immeuble devant lequel ils avaient été placés parce qu'ils étaient « gênés » par leur présence. Toujours à Rome, le 10 décembre 2018, 20 pierres d'achoppement posées dans la via Madonna dei Monti ont été volées : la matrice néo-fasciste du vol semble ici plus apparente.
Le maire de Rome a exprimé sa solidarité avec la communauté juive et condamné le vandalisme de deux pavés le 31 octobre 2023, dans le quartier de Trastevere. Ils ont été endommagés probablement par le feu (noircis). C'est en 1943 que le ghetto juif de la ville avait été pris d'assaut par les troupes allemandes.

### Luxembourg

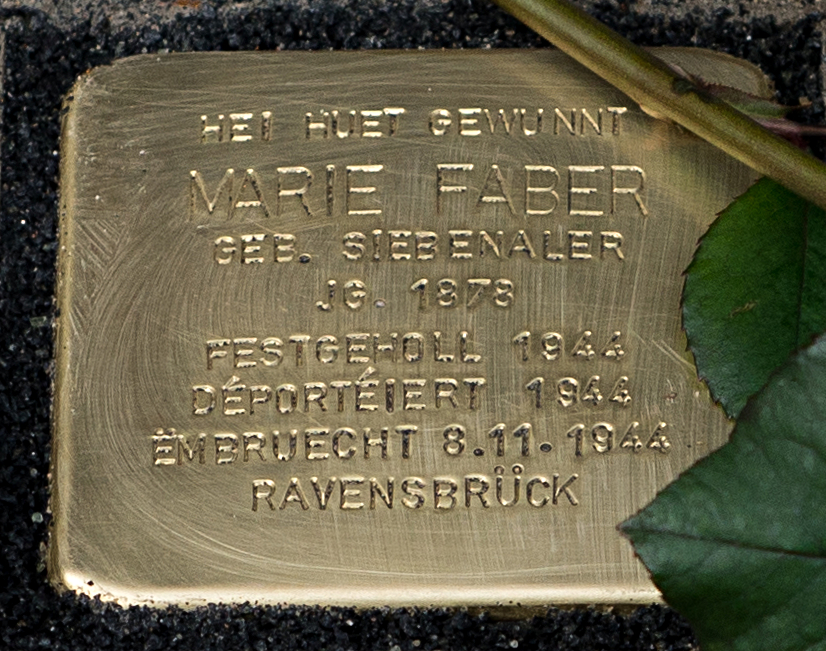
À Mondorf en mémoire de la résistante Marie Faber-Siebenaler, assassinée le 8 novembre 1944 à Ravensbrück.

Au Luxembourg, la première pierre fut posée le 25 janvier 2013 à Ettelbruck. Érigée en forme d'une Stolperschwelle, elle est dédiée à la mémoire des 127 citoyens juifs de la ville, dont 105 furent assassinés.
Le 22 octobre 2013 suivirent 14 pierres à Esch-sur-Alzette, 38 le 28 octobre 2014 ainsi que le 5 novembre 2015 à Differdange, une le 6 novembre 2015 à Belvaux. Le même jour, 11 Stolpersteine s'ajoutaient à Mondorf-les-Bains, dont deux pour des résistants antifascistes. Le 24 juin 2016 suivirent 17 Stolpersteine à Remich.

### Pays-Bas
On trouve des Stolpersteine dans plus de 120 villes.

### Pologne
On trouve des Stolpersteine à Biała Podlaska, Chełm, Słubice, Wrocław, Zamość, Łomża, Mińsk Mazowiecki, Oświęcim, Raczki, Varsovie, Zbąszyń et Zgorzelec.

### Royaume-Uni
L'unique Stolperstein à cette date dans ce pays, qui ne fut pas envahi par les Nazis, est la Stolperstein de Londres dans le quartier londonien de Soho. La pierre, posée en 2022, commémore Ada van Dantzig, une restauratrice de peintures juive londonienne, qui retourna dans son pays natal des Pays-Bas contre le conseil de sa famille, et fut plus tard arrêtée et déportée à Auschwitz.

### Autres pays

Les pays où les Stolpersteine ont été installées, en orange.

Des Stolpersteine ont été posées dans presque tous les pays européens ; les principales exceptions étant le Portugal qui était neutre pendant toute la Seconde Guerre mondiale, l'Estonie et la Biélorussie ainsi que l'Islande, belligérante qui n'était pas envahie par les nazis.
On trouve toutefois des Stolpersteine en Irlande, en Suède, en Suisse et en Espagne, quatre autres pays neutres pendant la guerre. En Suède, les quelques Stolpersteine commémorent les réfugiés juifs qui se sont cachés dans ce pays avant d'être arrêtés par des espions allemands et envoyés dans les camps. Dans le cas de la Suisse, les Stolpersteine que l’on trouve à Kreuzlingen, sur la frontière allemande, commémorent généralement les gens qui ont passé en contrebande des écrits illégaux (livres, tracts, etc.) à travers la frontière. En Espagne, les pierres commémorent les réfugiés républicains qui se sont enfuis en France après la victoire du général Franco, ont été arrêtés par l'armée allemande après son invasion de la France, puis livrés par le régime de Vichy et déportés à Mauthausen-Gusen.